# Bianca Purath
Bianca Purath-Knöpfle née le 4 janvier 1985 à Villingen (Hesse), est une coureuse cycliste allemande. Elle est championne du monde du contre-la-montre juniors en 2003.

## Palmarès sur route

### Par années
- 2003
  -  Championne du monde du contre-la-montre juniors
  - 4e du championnat du monde sur route juniors
- 2006
  -  3e du championnat d'Europe de contre-la-montre espoirs
- 2007
  - 10e du championnat d'Europe de contre-la-montre espoirs
- 2009
  - Main-Spessart Rundfahrt
  - 2e de Algäuer Strassenpreis - Gunzach
  - 2e du championnats d'Allemagne de la montagne
  - 3e de Berlin Zehlendorf
  - 3e de Rund um Schönaich
- 2010
  - 3e de Uberherrn

## Palmarès de VTT
- 2002
  - 2e de Uster

## Palmarès de cyclo-cross
- 2008
  - 4e du championnat d'Europe de VTT marathon